# Stadsprijs Geraardsbergen
O Stadsprijs Geraardsbergen é uma carreira ciclista belga que se disputa anualmente pelos arredores de Geraardsbergen, ao Flandres Oriental. Apesar de não fazer parte do calendário da UCI a carreira está aberta a profissionais bem como a ciclistas amadores.
A primeira edição disputou-se a 1912 e foi vencida por Aloïs Persijn. O ciclista com mais vitórias é Ferdi van den Haute, com sete.

## Palmarés
| Ano  | Vencedor                 | Segundo                  | Terceiro               |
| ---- | ------------------------ | ------------------------ | ---------------------- |
| 1912 | Aloïs Persijn            | Jozef Van Isterdael      | Abel De Vogelaere      |
| 1913 | Camiel Haeck             | René Anno                | Paul Sartiaux          |
| 1927 | Lucien Buysse            |                          |                        |
| 1933 | Alfred Hamerlinck        | Désiré Louesse           | Joseph Moerenhout      |
| 1934 | Alfred Hamerlinck        | Lode Roels               | André Defoort          |
| 1935 | Theo Middelkamp          | Jérome France            | Frans Van Puyvelde     |
| 1938 | Antoine Dignef           |                          |                        |
| 1942 | Georges Claes            | Albert Ritserveldt       |                        |
| 1943 | Marcel Boumon            |                          |                        |
| 1946 | Albert Ritserveldt       |                          |                        |
| 1947 | Michel Remue             |                          |                        |
| 1948 | August Van Gaever        |                          |                        |
| 1949 | Emiel Faingnaert         |                          |                        |
| 1950 | Michel Decroix           |                          |                        |
| 1951 | Basiel Wambeke           |                          |                        |
| 1952 | Leopold Degraeveleyn     |                          |                        |
| 1953 | Omer Braeckeveldt        |                          |                        |
| 1954 | Gérard Devogel           |                          |                        |
| 1956 | Michel Van Aerde         | Lucien Mathys            | Pino Cerami            |
| 1957 | Michel Van Aerde         | Pino Cerami              | Edgard Sorgeloos       |
| 1958 | Richard Van Genechten    | Willy Truye              | Henri Van Den Bossche  |
| 1959 | Frans Aerenhouts         | Julien Pascal            | Frans De Mulder        |
| 1960 | Roger De Coninck         | Joseph Planckaert        | Marcel Vandenbossche   |
| 1961 | René Van Meenen          | Roger Coppens            | Piet Rentmeester       |
| 1962 | Jaak De Boever           | René Van Meenen          | Roger Verlee           |
| 1963 | Willy Bocklant           | Joseph Planckaert        | René Van Meenen        |
| 1964 | Joseph Planckaert        | Arnould Flecy            | André Noyelle          |
| 1965 | Jaak De Boever           | Remi Van Vreckom         | Piet Rentmeester       |
| 1966 | Bernard Van De Kerckhove | Jozef Timmerman          | Victor Nuelant         |
| 1967 | Jean-Marie Gorez         | Remi Van Vreckom         | Jo de Roo              |
| 1968 | André Hendryckx          | Jaak De Boever           | Willy Donie            |
| 1969 | Julien Van Lint          | Herman Vrijders          | Fernand Hermie         |
| 1970 | Julien Van Lint          | Hubert Hutsebaut         | Eric Raes              |
| 1971 | Eddy Merckx              | Roger Swerts             | Lucien Willekens       |
| 1972 | Dirk Baert               | Roger Kindt              | Willy Van Malderghem   |
| 1973 | Jos Huysmans             | Jos De Schoenmaecker     | Lucien De Brauwere     |
| 1974 | Willy Teirlinck          | Michel Pollentier        | Walter Planckaert      |
| 1975 | Marc Demeyer             | Gerard Harings           | Daniel Verplancke      |
| 1976 | Michel Pollentier        | Marc Demeyer             | Ferdi Van Den Haute    |
| 1977 | Ferdi Van Den Haute      | Luc Leman                | Pol Verschuere         |
| 1978 | Ferdi Van Den Haute      | Willy Teirlinck          | Frank Hoste            |
| 1979 | Eric Van de Wiele        | Frank Hoste              | Paul Jesson            |
| 1980 | Ferdi Van Den Haute      | Marcel Laurens           | Frans Van Looy         |
| 1981 | Marc Goossens            | Marcel Van der Slagmolen | William Tackaert       |
| 1982 | Rudy Pevenage            | Jean-Luc Vandenbroucke   | Jostein Wilmann        |
| 1983 | Ferdi Van Den Haute      | Rudy Pevenage            | Philippe Poissonnier   |
| 1984 | Ferdi Van Den Haute      | Rudy Rogiers             | Dirk De Wolf           |
| 1985 | Ferdi Van Den Haute      | Dirk Durant              | Marc Sergeant          |
| 1986 | Ferdi Van Den Haute      | Dirk Durant              | Rudy Brusselman        |
| 1987 | Dirk Demol               | Carlos Malfait           | Michel Vermote         |
| 1988 | Allan Peiper             | Nico Verhoeven           | André Lurquin          |
| 1989 | Patrick Tolhoek          | Dean Woods               | Rudy Dhaenens          |
| 1990 | Dirk Heirweg             | Adrie van der Poel       | Guido Eickelbeck       |
| 1991 | Marco van der Hulst      | Danny Daelman            | Johan Verstrepen       |
| 1992 | Hendrik Redant           | Eric De Clercq           | Fabrice Naessens       |
| 1993 | Edwig Van Hooydonck      | Sammie Moreels           | Alain Van den Bossche  |
| 1994 | Serge Baguet             | Danny Nelissen           | Wim Omloop             |
| 1995 | Andreï Tchmil            | Henk Vogels              | Frank Vandenbroucke    |
| 1996 | Andy De Smet             | Robbie Vandaele          | Magnus Backstedt       |
| 1997 | Robbie Vandaele          | Stéphane Hennebert       | Oleg Pankov            |
| 1998 | Koen Beeckman            | Sebastien Demarbaix      | Pauly Burke            |
| 1999 | Tony Bracke              | Jurgen Van de Walle      | Dmitriy Fofonov        |
| 2000 | Serge Baguet             | Marcus Ljungqvist        | Bert Grabsch           |
| 2001 | Berry Hoedemakers        | Hans De Clercq           | Dany Baeyens           |
| 2002 | Erwin Thijs              | Serge Baguet             | Peter Wuyts            |
| 2003 | Kevin Van der Slagmolen  | Kevin Van Impe           | Christophe Stevens     |
| 2004 | Sjef De Wilde            | Hans De Meester          | Koen Barbé             |
| 2005 | Robbie McEwen            | Björn Leukemans          | Sven Nevens            |
| 2006 | Bert Scheirlinckx        | Gil Suray                | Kenny Van Der Schueren |
| 2007 | Thomas De Gendt          | Wesley Sulzberger        | Frederiek Nolf         |
| 2008 | Dirk Bellemakers         | Koen Barbé               | Björn Leukemans        |
| 2009 | Steven Caethoven         | Nicholas Walker          | Kenny Dehaes           |
| 2010 | Michael Van Staeyen      | Björn Leukemans          | Gorik Gardeyn          |
| 2011 | Jos van Emden            | Steven De Neef           | Jürgen Roelandts       |
| 2012 | Björn Leukemans          | Greg Van Avermaet        | Johnny Hoogerland      |
| 2013 | Nicolas Vereecken        | Bert De Backer           | Dylan Groenewegen      |
| 2014 | Dennis Coenen            | Kenneth Vanbilsen        | Björn Leukemans        |
| 2015 | Björn Leukemans          | Jérôme Baugnies          | Coen Vermeltfoort      |
| 2016 | Mihkel Räim              | Mike Teunissen           | Nicolas Vereecken      |
| 2017 | Xandro Meurisse          | Jarno Gmelich            | Berden de Vries        |
| 2018 | Alfdan De Decker         | Boris Vallée             | Trond Trondsen         |